# Сезар (кинопремия, 2009)
34-я церемония вручения наград премии «Сезар» (также известной как Ночь Сезара (фр. Nuit des César)) за заслуги в области французского кинематографа за 2008 год состоялась 27 февраля 2009 года в театре Шатле (Париж, Франция). Номинанты были объявлены 23 января 2009. Президентом церемонии выступила актриса и певица Шарлотта Генсбур.
Биографическая драма Мартена Прово «Серафина из Санлиса» собрала семь наград (из 9-ти номинаций), в том числе призы за лучший фильм года, лучший оригинальный сценарий и лучшую женскую роль (Иоланда Моро). Дилогия «Мери́н» («Враг государства № 1» и «Враг государства № 1: Легенда») режиссёра Жана-Франсуа Рише, рассказывающая историю знаменитого французского гангстера Жака Мери́на, выдвинутая на премию в десяти номинациях, была удостоена трёх наград: за лучшую режиссуру, лучший звук и лучшую мужскую роль (Венсан Кассель).

## Список лауреатов и номинантов
Количество наград/номинаций:
- 3/10: дилогия «Мери́н» («Враг государства № 1» и «Враг государства № 1: Легенда»)
- 7/9: «Серафина из Санлиса»
- 3/9: «Первый день оставшейся жизни»
- 1/9: «Рождественская сказка»
- 2/6: «Я так давно тебя люблю»
- 1/5: «Класс»
- 0/5: «Париж! Париж!»
- 0/3: «Париж» / «Два дня для убийства» / «Саган» / «Прекрасная смоковница» / «Дом»
- 0/2: «Версаль» / «Преступления — это наш бизнес» / «Помоги себе сам, тогда Бог тебе поможет» / «Девушка из Монако»
- 1/1: «Побережья Аньес» / «Les Miettes» / «Вальс с Баширом»

### Основные категории
• Победители выделены отдельным цветом. 
| Категории                      | Лауреаты и номинанты | Лауреаты и номинанты |
| ------------------------------ | --- | --- |
| Лучший фильм                   | • Серафина из Санлиса / Séraphine (продюсеры: Милена Пойло, Жиль Сакуто; режиссёр: Мартен Прово)                                                           | • Серафина из Санлиса / Séraphine (продюсеры: Милена Пойло, Жиль Сакуто; режиссёр: Мартен Прово)                                                    |
| Лучший фильм                   | • Класс / Entre les murs (продюсеры: Каролин Беньо, Кароль Скотта; режиссёр: Лоран Канте)                                                                  | |
| Лучший фильм                   | • Я так давно тебя люблю / Il y a longtemps que je t'aime (продюсер: Ив Мармион; режиссёр: Филипп Клодель)                                                 | |
| Лучший фильм                   | • Мери́н / Mesrine (дилогия: «Враг государства № 1» и «Враг государства № 1: Легенда») (продюсер: Тома Лангманн; режиссёр: Жан-Франсуа Рише)                | |
| Лучший фильм                   | • Париж / Paris (продюсер: Брюно Леви; режиссёр: Седрик Клапиш)                                                                                            | |
| Лучший фильм                   | • Первый день оставшейся жизни / Le Premier Jour du reste de ta vie (продюсеры: Эрик Альтмайер, Николя Альтмайер, Изабель Грелла; режиссёр: Реми Безансон) | |
| Лучший фильм                   | • Рождественская сказка / Un conte de Noël (продюсер: Паскаль Кошето; режиссёр: Арно Деплешен)                                                             | |
| Лучший режиссёр                | • Жан-Франсуа Рише за фильмы «Враг государства № 1» и «Враг государства № 1: Легенда»                                                                      | • Жан-Франсуа Рише за фильмы «Враг государства № 1» и «Враг государства № 1: Легенда»                                                               |
| Лучший режиссёр                | • Лоран Канте — «Класс» | |
| Лучший режиссёр                | • Реми Безансон (фр.) — «Первый день оставшейся жизни» | |
| Лучший режиссёр                | • Мартен Прово (фр.) — «Серафина из Санлиса» | |
| Лучший режиссёр                | • Арно Деплешен — «Рождественская сказка» | |
| Лучший актёр                   | | • Венсан Кассель — «Враг государства № 1» и «Враг государства № 1: Легенда» (за роль Жака Мерина)                                                   |
| Лучший актёр                   | • Франсуа-Ксавье Демезон (фр.) — «Колюш, история одного парня» (фр.) (за роль Колюша)                                                                      | |
| Лучший актёр                   | • Гийом Депардьё (посмертно) — «Версаль» (фр.) (за роль Дамьена)                                                                                           | |
| Лучший актёр                   | • Альбер Дюпонтель — «Два дня для убийства» (за роль Антуана)                                                                                              | |
| Лучший актёр                   | • Жак Гамблен — «Первый день оставшейся жизни» (за роль Робера Дюваля)                                                                                     | |
| Лучшая актриса                 | | • Иоланда Моро — «Серафина из Санлиса» (за роль Серафины Луи)                                                                                       |
| Лучшая актриса                 | • Катрин Фро — «Преступления — это наш бизнес» (фр.) (за роль Пруденс Бересфорд)                                                                           | |
| Лучшая актриса                 | • Кристин Скотт Томас — «Я так давно тебя люблю» (за роль Жюльетты Фантен)                                                                                 | |
| Лучшая актриса                 | • Тильда Суинтон — «Джулия» (фр.) (за роль Джулии) | |
| Лучшая актриса                 | • Сильви Тестю — «Саган» (фр.) (за роль Франсуазы Саган)                                                                                                   | |
| Лучший актёр второго плана     | | • Жан-Поль Руссийон (фр.) — «Рождественская сказка» (за роль Абеля)                                                                                 |
| Лучший актёр второго плана     | • Бенжамен Бьоле — «Стелла» (за роль Сержа, отца Стеллы)                                                                                                   | |
| Лучший актёр второго плана     | • Клод Риш — «Помоги себе сам, тогда Бог тебе поможет» (фр.) (за роль Робера)                                                                              | |
| Лучший актёр второго плана     | • Пьер Ванек — «Два дня для убийства» (за роль отца Антуана)                                                                                               | |
| Лучший актёр второго плана     | • Рошди Зем — «Девушка из Монако» (за роль Кристофа Абади)                                                                                                 | |
| Лучшая актриса второго плана   | | • Эльза Зильберштейн — «Я так давно тебя люблю» (за роль Леа)                                                                                       |
| Лучшая актриса второго плана   | • Жанна Балибар — «Саган» (за роль Пегги Роше) | |
| Лучшая актриса второго плана   | • Анн Косиньи — «Рождественская сказка» (за роль Элизабет)                                                                                                 | |
| Лучшая актриса второго плана   | • Эдит Скоб — «Летнее время» (фр.) (за роль Элен Бертье)                                                                                                   | |
| Лучшая актриса второго плана   | • Карин Виар — «Париж» (за роль булочницы) | |
| Самый многообещающий актёр     | | • Марк-Андре Гронден — «Первый день оставшейся жизни» (за роль Рафаэля Дюваля)                                                                      |
| Самый многообещающий актёр     | • Ральф Амуссу (фр.) — «Помоги себе сам, тогда Бог тебе поможет» (за роль Виктора)                                                                         | |
| Самый многообещающий актёр     | • Лоран Капеллуто — «Рождественская сказка» (за роль Симона)                                                                                               | |
| Самый многообещающий актёр     | • Грегуар Лепренс-Ренге — «Прекрасная смоковница» (за роль Отто)                                                                                           | |
| Самый многообещающий актёр     | • Пио Мармай (фр.) — «Первый день оставшейся жизни» (за роль Альбера Дюваля)                                                                               | |
| Самая многообещающая актриса   | | • Дебора Франсуа — «Первый день оставшейся жизни» (за роль Флёр Дюваль)                                                                             |
| Самая многообещающая актриса   | • Марилу Берри — «Уродина Мелани» (фр.) (за роль Мелани Люпен)                                                                                             | |
| Самая многообещающая актриса   | • Луиза Бургуэн — «Девушка из Монако» (за роль Одри Варелла)                                                                                               | |
| Самая многообещающая актриса   | • Анаис Демустье — «Взрослые люди» (фр.) (за роль Жанны)                                                                                                   | |
| Самая многообещающая актриса   | • Леа Сейду — «Прекрасная смоковница» (за роль Жуни) | |
| Лучший оригинальный сценарий   | | • Марк Абдельнур (фр.) и Мартен Прово — «Серафина из Санлиса»                                                                                       |
| Лучший оригинальный сценарий   | • Дани Бун, Александр Шарло (фр.) и Франк Манье (фр.) — «Бобро поржаловать!»                                                                               | |
| Лучший оригинальный сценарий   | • Филипп Клодель — «Я так давно тебя люблю» | |
| Лучший оригинальный сценарий   | • Реми Безансон — «Первый день оставшейся жизни» | |
| Лучший оригинальный сценарий   | • Эммануэль Бурдьё и Арно Деплешен — «Рождественская сказка»                                                                                               | |
| Лучший адаптированный сценарий | • Франсуа Бегодо, Робен Кампийо и Лоран Канте — «Класс» | • Франсуа Бегодо, Робен Кампийо и Лоран Канте — «Класс»                                                                                             |
| Лучший адаптированный сценарий | • Кристоф Оноре и Жиль Торан (фр.) — «Прекрасная смоковница»                                                                                               | |
| Лучший адаптированный сценарий | • Франсуа Кавильоли (фр.), Клеменс Де Бивиль и Натали Лафори — «Преступления — это наш бизнес»                                                             | |
| Лучший адаптированный сценарий | • Эрик Ассус (фр.), Жан Бекер и Франсуа д’Эпену (фр.) — «Два дня для убийства»                                                                             | |
| Лучший адаптированный сценарий | • Абдель Рауф Дафри (фр.) и Жан-Франсуа Рише — «Враг государства № 1» и «Враг государства № 1: Легенда»                                                    | |
| Лучшая музыка к фильму         | • Майкл Галассо за музыку к фильму «Серафина из Санлиса»                                                                                                   | • Майкл Галассо за музыку к фильму «Серафина из Санлиса»                                                                                            |
| Лучшая музыка к фильму         | • Рейнхардт Вагнер (фр.) — «Париж! Париж!» | |
| Лучшая музыка к фильму         | • Жан-Луи Обер (фр.) — «Я так давно тебя люблю» | |
| Лучшая музыка к фильму         | • Марко Белтрами и Маркус Трампп — «Враг государства № 1» и «Враг государства № 1: Легенда»                                                                | |
| Лучшая музыка к фильму         | • Синклер (фр.) — «Первый день оставшейся жизни» | |
| Лучший монтаж                  | • Софи Рейне (фр.) — «Первый день оставшейся жизни» | • Софи Рейне (фр.) — «Первый день оставшейся жизни»                                                                                                 |
| Лучший монтаж                  | • Робен Кампийо и Стефани Легёр — «Класс» | |
| Лучший монтаж                  | • Билл Панков (англ.), Эрве Шнайд — «Враг государства № 1» и «Враг государства № 1: Легенда»                                                               | |
| Лучший монтаж                  | • Френсин Сандберг — «Париж» | |
| Лучший монтаж                  | • Лоранс Брио (фр.) — «Рождественская сказка» | |
| Лучшая работа оператора        | • Лоран Брюне (фр.) — «Серафина из Санлиса» | • Лоран Брюне (фр.) — «Серафина из Санлиса» |
| Лучшая работа оператора        | • Том Стерн — «Париж! Париж!» | |
| Лучшая работа оператора        | • Аньес Годар — «Дом» (фр.) | |
| Лучшая работа оператора        | • Роберт Ганц — «Враг государства № 1» и «Враг государства № 1: Легенда»                                                                                   | |
| Лучшая работа оператора        | • Эрик Готье — «Рождественская сказка» | |
| Лучшие декорации               | • Тьерри Франсуа (фр.) — «Серафина из Санлиса» | • Тьерри Франсуа (фр.) — «Серафина из Санлиса» |
| Лучшие декорации               | • Оливье Рюкс (фр.) — «Сорванцы из Тимпельбаха» | |
| Лучшие декорации               | • Жан Рабасс (фр.) — «Париж! Париж!» | |
| Лучшие декорации               | • Иван Никласс (фр.) — «Дом» | |
| Лучшие декорации               | • Эмиль Гиго — «Враг государства № 1» и «Враг государства № 1: Легенда»                                                                                    | |
| Лучшие костюмы                 | • Мадлин Фонтен (фр.) — «Серафина из Санлиса» | • Мадлин Фонтен (фр.) — «Серафина из Санлиса» |
| Лучшие костюмы                 | • Карин Сарфати — «Париж! Париж!» | |
| Лучшие костюмы                 | • Пьер-Жан Ларрок (фр.) — «Женщины-агенты» | |
| Лучшие костюмы                 | • Виржини Монтель — «Враг государства № 1» и «Враг государства № 1: Легенда»                                                                               | |
| Лучшие костюмы                 | • Натали дю Роскот — «Саган» | |
| Лучший звук                    | • Жан Минондо, Жерар Арди, Александр Видмер, Лоик Приан, Франсуа Гру (фр.), Эрве Бюиретт — «Враг государства № 1» и «Враг государства № 1: Легенда»        | • Жан Минондо, Жерар Арди, Александр Видмер, Лоик Приан, Франсуа Гру (фр.), Эрве Бюиретт — «Враг государства № 1» и «Враг государства № 1: Легенда» |
| Лучший звук                    | • Оливье Мовезен, Аньес Равез, Жан-Пьер Лафорс (фр.) — «Класс»                                                                                             | |
| Лучший звук                    | • Даниэль Собрино, Роман Димни, Венсан Гужон — «Париж! Париж!»                                                                                             | |
| Лучший звук                    | • Филипп Вандендрисш (фр.), Эмманюэль Крозе (фр.), Ингрид Рале — «Серафина из Санлиса»                                                                     | |
| Лучший звук                    | • Жан-Пьер Лафорс, Николя Кантен, Сильван Мальбран — «Рождественская сказка»                                                                               | |
| Лучший дебютный фильм          | • «Я так давно тебя люблю» — режиссёр: Филипп Клодель, продюсер: Ив Мармион                                                                                | • «Я так давно тебя люблю» — режиссёр: Филипп Клодель, продюсер: Ив Мармион                                                                         |
| Лучший дебютный фильм          | • «Дом» — режиссёр: Урсула Майер, продюсеры: Дэни Фрейд, Тьерри Спише, Елена Татти, Дени Делькамп                                                          | |
| Лучший дебютный фильм          | • «Маскарад» (фр.) — режиссёр: Лье Салем (фр.), продюсер: Изабель Мадлен                                                                                   | |
| Лучший дебютный фильм          | • «Для неё» — режиссёр: Фред Кавайе (фр.), продюсеры: Оливье Дельбоск, Эрик Йехельманн, Марк Миссонье                                                      | |
| Лучший дебютный фильм          | • «Версаль» — режиссёр: Пьер Шоллер (фр.), продюсеры: Жералдин Мишело, Филипп Мартен                                                                       | |
| Лучший документальный фильм    | • Побережья Аньес / Les Plages d'Agnès (режиссёр: Аньес Варда)                                                                                             | • Побережья Аньес / Les Plages d'Agnès (режиссёр: Аньес Варда)                                                                                      |
| Лучший документальный фильм    | • Её зовут Сабина / Elle s'appelle Sabine (режиссёр: Сандрин Боннер)                                                                                       | |
| Лучший документальный фильм    | • J'irai dormir à Hollywood (режиссёр: Антуан де Максими)                                                                                                  | |
| Лучший документальный фильм    | • Табарли / Tabarly (режиссёр: Пьер Марсель) | |
| Лучший документальный фильм    | • Современная жизнь: Портреты крестьян / La Vie moderne (режиссёр: Раймон Депардон)                                                                        | |
| Лучший короткометражный фильм  | • Les Miettes (режиссёр: Пьер Пино) | • Les Miettes (режиссёр: Пьер Пино) |
| Лучший короткометражный фильм  | • Les Paradis perdus (режиссёр: Елье Систерн) | |
| Лучший короткометражный фильм  | • Раскол / Skhizein (режиссёр: Жереми Клапен) | |
| Лучший короткометражный фильм  | • Taxi wala (режиссёр: Лола Фредерик) | |
| Лучший короткометражный фильм  | • Особый урок / Une leçon particulière (режиссёр: Рафаэль Шевенман)                                                                                        | |
| Лучший иностранный фильм       | • Вальс с Баширом / ואלס עם באשיר (Израиль, режиссёр Ари Фольман)                                                                                          | • Вальс с Баширом / ואלס עם באשיר (Израиль, режиссёр Ари Фольман)                                                                                   |
| Лучший иностранный фильм       | • Эльдорадо / Eldorado (Бельгия, реж. Були Ланнерс) | |
| Лучший иностранный фильм       | • Гоморра / Gomorra (Италия, реж. Маттео Гарроне) | |
| Лучший иностранный фильм       | • В диких условиях / Into the Wild (США, реж. Шон Пенн) | |
| Лучший иностранный фильм       | • Молчание Лорны / Le Silence de Lorna (Бельгия, реж. Жан-Пьер Дарденн и Люк Дарденн)                                                                      | |
| Лучший иностранный фильм       | • Нефть / There Will Be Blood (США, реж. Пол Томас Андерсон)                                                                                               | |
| Лучший иностранный фильм       | • Любовники / Two Lovers (США, реж. Джеймс Грэй) | |

### Специальная награда
| Почётный «Сезар» |  | • Дастин Хоффман |